# Буцыки (блюдо)
Буцыки (укр. Буцики) — старинное блюдо украинской кухни, наподобие галушек или вареников без начинки. Традиционно их подают со шкварками, но есть и сладкие варианты, с мёдом, сметаной или тёртым сыром. Форма может быть разной. 
Раскатанное как на вареники тесто режут на кусочки и склеивают как вареники или ушки. Затем отваривают и обжаривают на сливочном масле. Готовые буцики посыпают шкварками, жареным луком, поджаренными на масле сухарями или сметаной с мёдом. 
Если вареное тесто не обжаривают, называются галушки или «варениці».
Буцики можно добавлять в супы или подавать как самостоятельное блюдо.